# Augusto Parra
César Augusto Parra Muñoz (Yumbel, Región del Biobío, 10 de agosto de 1942) es un abogado, economista y académico chileno, rector de la Universidad de Concepción entre 1990 y 1997.
En el espectro político, como miembro del Partido Radical (PR) y de su continuación el Partido Radical Social Demócrata (PRSD), fue senador designado entre 1998 y 2006, y embajador de Chile en Rusia entre 2006 y 2010.

## Infancia y juventud
Hijo de Pedro Parra Nova y María Elena Muñoz González, Augusto Parra comenzó sus estudios de enseñanza básica en una escuela de la ciudad de Bulnes y los finalizó en la Brasil de Concepción, cursando posteriormente su educación media en el Liceo Enrique Molina Garmendia.
Estudió derecho en la Escuela de Derecho de la Universidad de Concepción, titulándose en enero de 1967. En abril del mismo año, comienza a hacer clases en el Departamento de Derecho Económico de la Facultad de Ciencias Jurídicas y Sociales de su alma mater.
En 1972 recibe una beca para hacer un posgrado en la Universidad de Amberes, en Bélgica, donde al año siguiente obtuvo el grado de máster en Promoción del Derecho, con mención en Finanzas y Planificación Económica.

## Carrera profesional
Luego de regresar a Chile, a comienzos de 1974, encabezó durante dos años la Dirección del Departamento de Derecho Económico de la Universidad de Concepción. En 1976, por su destacada labor académica y profesional, se le eligió miembro del Instituto Latinoamericano de Derecho Tributario, del cual más adelante sería director alterno como representante de Chile.
En 1979 Parra participó en el Foro Internacional sobre Integración Económica de Europa y América Latina, invitado por la Universidad Católica de Lovaina, Bélgica; en 1983 fue relator en un curso de Integración latinoamericana, impartido por INTAL en su sede de Buenos Aires, invitado por el Banco Interamericano de Desarrollo (BID). Paralelamente, asumió como consejero del Colegio de Abogados de Chile por dos períodos, del que más tarde fue presidente (1985-1986).
Augusto Parra forma parte de la masonería de Chile, y ha tenido una distinguida carrera política en el Partido Radical, del que llegó a ser presidente interino.
El 11 de marzo de 1990, comenzando el período de Transición a la democracia, fue nombrado por el presidente Patricio Aylwin alcalde de Concepción, cargo al que renunció ese mismo año para postular a la rectoría de la universidad de esa ciudad, que asumió tres meses más tarde y que, después de ser reelegido en una oportunidad, ocupó hasta el fin de 1997, cuando fue reemplazado por Sergio Lavanchy.
En 1994, ya como miembro del Partido Radical Social Demócrata, fue nombrado por el presidente Eduardo Frei Ruiz-Tagle miembro de la Comisión Nacional de Ética Pública y, luego, de la Comisión de Modernización de la Educación.
Entre 1998 y 2006, como exrector universitario, fue designado senador, integrando las comisiones del  Trabajo y Previsión Social, la de Minería y Energía, la de Vivienda y Urbanismo, y la Revisora de Cuentas. Dejó el cargo en 2006 cuando fueron eliminados de la Constitución los senadores institucionales. Desde junio de ese año  hasta el 11 de marzo de 2010, durante todo el gobierno del primer mandato de la presidenta Michelle Bachelet, fue embajador en Rusia.
Augusto Parra ha realizado varias publicaciones en el ámbito del derecho.